# Siegfried Nagel (Sportwissenschaftler)
Siegfried Nagel (* 1968) ist ein deutscher Sportwissenschaftler und Hochschullehrer.

## Leben
Nagel studierte Mathematik und Sport für das Lehramt am Gymnasium und legte 1996 an der Universität Tübingen sein erstes Staatsexamen ab. Er arbeitete im Forschungsprojekt „Lebensläufe von Hochleistungssportler(inne)n“ und wurde dabei von Nationalen Olympischen Komitees Deutschland mit dem Willi-Daume-Stipendium gefördert. Von 1999 bis 2005 gehörte Nagel am Institut für Sportwissenschaft der Universität Tübingen als wissenschaftlicher Angestellter zu den Mitarbeitern von Hartmut Gabler. 2001 schloss Nagel seine Doktorarbeit an der Uni Tübingen ab, der Titel seiner Dissertation lautete „Medaillen im Sport – Erfolg im Beruf?“. 2002 erlangte er an der Fernuniversität Hagen einen Abschluss im Fach Wirtschaftswissenschaften. 2005 schloss Nagel an der Universität Tübingen seine Habilitation ab, das Thema seiner Arbeit war „Sportvereine im Wandel – akteurtheoretische Analyse der Sportvereinsentwicklung“. Anschließend war er bis 2006 Vertretungsprofessor für Sportsoziologie und Sportökonomie am Institut für Sportwissenschaft der Technischen Universität Chemnitz sowie dann von 2006 bis 2008 ordentlicher Professor im selben Fachbereich an derselben Hochschule.
Im August 2008 trat Nagel an der Universität Bern eine Professorenstelle für Sportwissenschaft an. Im Februar 2016 wurde er Direktor des Instituts für Sportwissenschaft der Universität Bern, im Mai 2016 übernahm er zusätzlich das Amt des Vorsitzenden des europäischen Verbandes für Sportsoziologie (eass).
Nagels Forschungsschwerpunkte liegen in der Sozialisations- und Lebensverlaufsforschung, er untersucht den Karriereverlauf von Athleten und Trainern, beschäftigt sich mit der Entwicklung von Verbänden und Vereinen, mit Sportentwicklung in Kommunen und Städten, mit Integration in und durch Vereine und mit Aspekten des Sportmanagements (u. a. Sportorganisationen, Sportentwicklungsplanung, Sporttourismus).

### Auszeichnungen
- 1999: Gewinner des Nachwuchspreises anlässlich des Sportwissenschaftlichen Hochschultag der Deutschen Vereinigung für Sportwissenschaft[11]